# أليس ميجر
أليس ميجر هي كاتِبة وشاعرة كندية، ولدت في 15 مايو 1949 في اسكتلندا في المملكة المتحدة.